# Rafa Marín
Rafael Marín Zamora, detto Rafa (Carmona, 19 maggio 2002), è un calciatore spagnolo, difensore del Villarreal, in prestito dal Napoli.

## Carriera

### Club

#### Giovanili, Real Madrid Castilla e prestito all'Alavés
Cresciuto nei settori giovanili di Siviglia e Real Madrid, a cui si unisce nel 2016, Marín debutta con il Real M. Castilla il 2 maggio 2021, entrando come sostituto nella vittoria per 3-1 contro il Badajoz. Nel dicembre dello stesso anno ottiene la sua prima convocazione con la prima squadra dei Blancos.
Il 28 luglio 2023, dopo essere stato "promosso" in prima squadra dal club di Madrid, viene ceduto in prestito secco per una stagione all'Alavés. Nel corso della stagione colleziona 33 presenze in campionato, di cui 27 da titolare.

#### Napoli
Il 10 luglio 2024, dopo aver fatto ritorno al Real Madrid, viene acquistato a titolo definitivo dal Napoli, in Serie A, firmando un contratto quinquennale. Il trasferimento avviene per 12 milioni di euro e prevede una clausola di recompra a favore dei Blancos, esercitabile nelle estati del 2026 (per 25 milioni) e del 2027 (per 35 milioni), ma raddoppiabile dal Napoli previo pagamento di un ulteriore bonus da 10 milioni al termine della prima stagione. Fa il suo esordio ufficiale con la maglia dei partenopei il successivo 26 settembre, in occasione del match valido per i sedicesimi di finale di Coppa Italia, vinto per 5-0 contro il Palermo. Il 15 febbraio 2025 debutta anche in campionato, subentrando a Pasquale Mazzocchi nel finale della gara pareggiata per 2-2 sul campo della Lazio. Nell'arco della stagione trova poco spazio tra le file azzurre, ma, nonostante ciò, a fine anno si laurea campione d'Italia, con i partenopei che vincono il quarto scudetto della loro storia.

#### Villarreal
Dopo una sola stagione in azzurro, il 3 luglio 2025 viene ceduto al Villarreal, in Liga spagnola, con la formula del prestito oneroso a 1 milione di euro e un diritto di riscatto fissato a 15 milioni. Il calciatore fa dunque ritorno in Spagna dopo un anno.

### Nazionale
Dopo aver disputato, tra il 2019 e il 2020, diverse gare con le nazionali giovanili spagnole Under-17 ed Under-18, l'8 settembre 2023 Marín debutta con la selezione Under-21, in occasione del successo esterno per 0-6 contro i pari età di Malta, valido per le qualificazioni agli Europei di categoria del 2025.

## Statistiche

### Presenze e reti nei club
Statistiche aggiornate al 15 agosto 2025.
| Stagione             | Squadra              | Campionato           | Campionato | Campionato | Coppe nazionali | Coppe nazionali | Coppe nazionali | Coppe continentali | Coppe continentali | Coppe continentali | Altre coppe | Altre coppe | Altre coppe | Totale | Totale | Totale |
| Stagione             | Squadra              | Comp                 | Pres       | Reti       | Comp            | Pres            | Reti            | Comp               | Pres               | Reti               | Comp        | Pres        | Reti        | Pres   | Reti   |        |
| -------------------- | -------------------- | -------------------- | ---------- | ---------- | --------------- | --------------- | --------------- | ------------------ | ------------------ | ------------------ | ----------- | ----------- | ----------- | ------ | ------ | ------ |
| 2020-2021            | Real Madrid B        | SDB                  | 2          | 0          | -               | -               | -               | -                  | -                  | -                  | -           | -           | -           | 2      | 0      |        |
| 2021-2022            | Real Madrid B        | PF                   | 27         | 1          | -               | -               | -               | -                  | -                  | -                  | -           | -           | -           | 27     | 1      |        |
| 2022-2023            | Real Madrid B        | PF                   | 40         | 3          | -               | -               | -               | -                  | -                  | -                  | -           | -           | -           | 40     | 3      |        |
| Totale Real Madrid B | Totale Real Madrid B | Totale Real Madrid B | 69         | 4          |                 | -               | -               |                    | -                  | -                  |             | -           | -           | 69     | 4      |        |
| 2023-2024            | Alavés               | PD                   | 33         | 0          | CR              | 0               | 0               | -                  | -                  | -                  | -           | -           | -           | 33     | 0      |        |
| 2024-2025            | Napoli               | A                    | 4          | 0          | CI              | 2               | 0               | -                  | -                  | -                  | -           | -           | -           | 6      | 0      |        |
| 2025-2026            | Villarreal           | PD                   | 1          | 0          | CR              | -               | -               | UCL                | -                  | -                  | -           | -           | -           | 1      | 0      |        |
| Totale carriera      | Totale carriera      | Totale carriera      | 107        | 4          |                 | 2               | 0               |                    | -                  | -                  |             | -           | -           | 109    | 4      |        |

### Cronologia presenze e reti in nazionale
| Cronologia completa delle presenze e delle reti in nazionale ― Spagna under 21 | Cronologia completa delle presenze e delle reti in nazionale ― Spagna under 21 | Cronologia completa delle presenze e delle reti in nazionale ― Spagna under 21 | Cronologia completa delle presenze e delle reti in nazionale ― Spagna under 21 | Cronologia completa delle presenze e delle reti in nazionale ― Spagna under 21 | Cronologia completa delle presenze e delle reti in nazionale ― Spagna under 21 | Cronologia completa delle presenze e delle reti in nazionale ― Spagna under 21 | Cronologia completa delle presenze e delle reti in nazionale ― Spagna under 21 |
| Data                                                                           | Città                                                                          | In casa                                                                        | Risultato                                                                      | Ospiti                                                                         | Competizione                                                                   | Reti                                                                           | Note                                                                           |
| ------------------------------------------------------------------------------ | ------------------------------------------------------------------------------ | ------------------------------------------------------------------------------ | ------------------------------------------------------------------------------ | ------------------------------------------------------------------------------ | ------------------------------------------------------------------------------ | ------------------------------------------------------------------------------ | ------------------------------------------------------------------------------ |
| 8-9-2023                                                                       | Paola                                                                          | Malta under 21                                                                 | 0 – 6                                                                          | Spagna under 21                                                                | Qual. Europeo Under-21 2025                                                    | -                                                                              | 64’                                                                            |
| 11-9-2023                                                                      | Jaén                                                                           | Spagna under 21                                                                | 1 – 0                                                                          | Scozia under 21                                                                | Qual. Europeo Under-21 2025                                                    | -                                                                              |                                                                                |
| 13-10-2023                                                                     | Tashkent                                                                       | Uzbekistan under 21                                                            | 0 – 0                                                                          | Spagna under 21                                                                | Amichevole                                                                     | -                                                                              |                                                                                |
| 17-10-2023                                                                     | Astana                                                                         | Kazakistan under 21                                                            | 0 – 4                                                                          | Spagna under 21                                                                | Qual. Europeo Under-21 2025                                                    | -                                                                              |                                                                                |
| 17-11-2023                                                                     | Huelva                                                                         | Spagna under 21                                                                | 2 – 0                                                                          | Ungheria under 21                                                              | Qual. Europeo Under-21 2025                                                    | -                                                                              | 77’                                                                            |
| 21-11-2023                                                                     | Lovanio                                                                        | Belgio under 21                                                                | 1 – 1                                                                          | Spagna under 21                                                                | Qual. Europeo Under-21 2025                                                    | -                                                                              |                                                                                |
| 21-3-2024                                                                      | Jerez de la Frontera                                                           | Spagna under 21                                                                | 0 – 2                                                                          | Slovacchia under 21                                                            | Amichevole                                                                     | -                                                                              | 45’                                                                            |
| 15-10-2024                                                                     | Algeciras                                                                      | Spagna under 21                                                                | 6 – 0                                                                          | Malta under 21                                                                 | Qual. Europeo Under-21 2025                                                    | -                                                                              |                                                                                |
| 15-11-2024                                                                     | La Línea de la Concepción                                                      | Spagna under 21                                                                | 0 – 0                                                                          | Inghilterra under 21                                                           | Amichevole                                                                     | -                                                                              | 72’                                                                            |
| 19-11-2024                                                                     | Albacete                                                                       | Spagna under 21                                                                | 2 – 1                                                                          | Danimarca under 21                                                             | Amichevole                                                                     | -                                                                              | 73’                                                                            |
| 17-06-2025                                                                     | Trnava                                                                         | Spagna under 21                                                                | 1 – 1                                                                          | Italia under 21                                                                | Europeo Under-21 2025 - 1º turno                                               | -                                                                              |                                                                                |
| Totale                                                                         |                                                                                | Presenze                                                                       | 11                                                                             |                                                                                | Reti                                                                           | 0                                                                              |                                                                                |

## Palmarès
- Campionato italiano: 1

Napoli: 2024-2025